# Ischnomera
Ischnomera — род жуков-узкокрылок.

## Распространение
В России распространены 5 видов.

## Описание
Сравнительно небольшие жуки, достигающие в длину 4,4-11,3 мм. Тело слабовыпуклое, имеющие главным образом зелёную, синюю или бронзовую окраску с металлическим отблеском. Мандибулы этих жуков раздвоенные на вершине. Последний членик челюстных щупиков более или менее топоровидный. Усики 11-члениковые и составляют 1/3-1/2 длины надкрылий. Последний членик усиков выемчатый или перетянутый на задней части середины длины. Глаза средних размеров, слабовыемчатые. Надкрылья умеренно расширены к вершине, реже параллельносторонние.

## Экология
Личинки развиваются в мёртвой древесине, обычно лиственных. Взрослые жуки чаще встречаются на цветках кустарников.

## Перечень видов
В состав рода входят:
- Ischnomera abdominalis (Heyden, 1887)[2]
- Ischnomera auripennis (Reitter, 1903)
- Ischnomera caerulea (Linnaeus, 1758)
- Ischnomera cinerascens (Pandellé, 1867)
- Ischnomera cyanea (Fabricius, 1787)
- Ischnomera erdemliensis Švihla, 1998
- Ischnomera fulvicollis (Reitter, 1897)
- Ischnomera girardi Švihla, 1992[2]
- Ischnomera haemorrhoidalis (W. Schmidt, 1846)
- Ischnomera nigrocyanea (Lewis, 1895)[2]
- Ischnomera sanguinicollis (Fabricius, 1787)
- Ischnomera similis (Švihla, 1982)
- Ischnomera xanthoderes (Mulsant, 1858)